# Cap sur les étoiles
Ne doit pas être confondu avec Cap vers les Étoiles.
Pour plus de détails, voir Fiche technique et Distribution.
Cap sur les étoiles (en anglais, SpaceCamp) est un film américain d'aventures spatiales réalisé par Harry Winer. Il met en scène une navette spatiale en péril. Le film est sorti en 1986 moins de cinq mois après l'accident de la navette spatiale Challenger, ce qui a rendu sa commercialisation très difficile et il a fait moins de 10 millions de dollars de recettes aux États-Unis.

## Synopsis
Les jeunes participants à un camp sur le thème de l'espace se trouvent propulsés en orbite par accident dans une navette spatiale.

## Fiche technique
- Titre original : SpaceCamp
- Titre en français : Cap sur les étoiles
- Réalisation : Harry Winer
- Musique : John Williams[3]
- Date de sortie : 1986
- Durée : 104 minutes
- Genre : Film de science-fiction
- Pays d'origine : États-Unis

## Distribution
- Kate Capshaw : Andie
- Lea Thompson : Kathryn
- Kelly Preston : Tish
- Larry B. Scott : Rudy
- Joaquin Phoenix : Max
- Tate Donovan : Kevin
- Tom Skerritt : Zack
- Barry Primus : Brennan
- Terry O'Quinn : le directeur du lancement
- Mitchell Anderson : Banning